# Véronique Filozof
Vous lisez un « bon article » labellisé en 2012.
Véronique Filozof, née Véréna Valérie Sandreuter (8 août 1904 à Bâle, Suisse - 12 janvier 1977 à Mulhouse, France), est une artiste peintre, dessinatrice et illustratrice française, d'origine suisse. Dès 1923, elle s'installe en France. Ce n'est qu'après la Seconde Guerre mondiale qu'elle peut se consacrer pleinement à la peinture et au dessin et qu'elle parvient à la maîtrise de son style. Elle acquiert dans les années 1950/1975 une reconnaissance internationale pour la variété de son œuvre : dessins en noir et blanc à l'encre de Chine tracés avec une plume Sergent-Major, gouaches aux couleurs vives et d'importants décors muraux. Elle se distingue par de nombreuses illustrations d'ouvrages pour adultes et pour enfants dont certains primés. L'art sacré est également un domaine où elle s'impose, avec une Bible en images, des fresques et des vitraux.
Son style, si personnel tant dans son inspiration que dans son graphisme, trace un chemin original  dans le foisonnement de l'art d'après-guerre. Tout en puisant son inspiration dans l'art populaire, ce qui a permis d'esquisser un rapprochement avec l'art naïf, son œuvre s'attache à traduire des scènes de la vie quotidienne. Éprise de liberté et de justice, elle pose un regard sensible et critique sur la société, met en lumière les inégalités sociales envers les femmes et les travailleurs (mineurs, ouvriers, paysans... ). Elle dit en effet ne pouvoir « rarement concevoir un tableau, un dessin, sans y mettre l'homme : sa vie, son travail, ses joies, ses peines ». La nature et le monde animal  prennent aussi sous sa plume une place de premier plan. Comme en témoigne l'ouvrage "Pollution" et ses nombreux dessins de paysages et d'animaux, elle ouvre déjà la porte à une prise de conscience de la protection de l'environnement.

## Biographie: une femme engagée

### Jeunesse
Véronique Filozof, née Véréna Valérie Sandreuter voit le jour à Bâle, le 8 août 1904, dans une famille d'artisans et d'artistes établie depuis 1634 dans la ville, Son grand-oncle, le peintre Hans Sandreuter, élève et ami de Böcklin, est surnommé le « Cézanne suisse »,. Elle est élevée dans l'amour des arts et de la musique. Son père, Rudolf Sandreuter, maître de forges et musicien, l'emmène chaque dimanche au Musée des Beaux-Arts de la ville où elle s'imprègne de peinture. Elle fréquente avec sa sœur Élisabeth et son frère Hans, devenu peintre lui aussi, l'École des Beaux-Arts de Bâle pour y acquérir une formation. Le Bénézit, dictionnaire de référence des peintres, résume sa formation picturale initiale par l'apprentissage de « la « belle peinture », dite traditionnelle, celle qui tente la ressemblance de la représentation. »
Elle tisse des liens avec de nombreux peintres, notamment Charles Hindenlang, Numa Donzé ou encore Théo Eblé auquel elle sert de modèle entre 1920 et 1922. Venue en France pour perfectionner son usage du français, elle épouse à Mulhouse en 1923 un intendant de lycée, Paul Modin, originaire de la Côte-d'Or, dont elle a deux enfants, Paulette et Jean-Guy. Après son divorce en 1937, elle épouse en secondes noces en 1940 Georges Filozof, ingénieur aux Mines de potasse d'Alsace à Mulhouse.

### Seconde Guerre mondiale et après-guerre
Pendant la période de l'Occupation, en juin 1940, elle quitte Mulhouse comme nombre d'Alsaciens évacués. Elle rejoint le Roussillon et Perpignan, où elle retrouve des amis exilés. Elle s'associe aux activités d'assistance aux réfugiés, conduites par la Croix Rouge helvétique à la maternité suisse d'Elne et dans les environs. Elle rejoint le Périgord en 1941, où son mari est amené à diriger une mine de lignite. Elle crée à Sarlat un atelier de couture pour aider les familles de la région et le réseau des résistants que son fils Jean-Guy Modin avait rejoint (Bataillons de la liberté du Sud). Elle noue des relations durables avec cette région et s'y fait de nombreux amis, parmi lesquels le poète Jean Monestier, majoral du Félibrige. Elle y trouve également sa première source d'inspiration, comme en témoigne l'ouvrage illustré Le Périgord noir. De retour à Mulhouse en 1946, sa maison devient un lieu artistique très fréquenté nommé « le Grenier de Véronique ». Elle complète parallèlement sa formation en dessin et en peinture.

### Carrière artistique
Elle rencontre en 1948 Pierre Betz, fondateur de la revue artistique et littéraire Le Point, qui l'incite à peindre : « continuez, travaillez, vous êtes dans le vrai » lui annonce-t-il. C'est « le grand départ ». Elle est née « officiellement à la peinture en 1948, quand la saisit le désir de mettre sur des toiles des sujets et des thèmes inspirés par les poèmes de Jacques Prévert ou par Honoré de Balzac, Ses premières œuvres très classiques tiennent beaucoup de Matisse », de Chagall parfois aussi. S'éloignant de sa formation classique et se détachant des règles de la perspective, elle développe son style à partir de simples instruments : une plume Sergent-Major et une bouteille d'encre de Chine. Elle dessine avec passion et de plus en plus à plein temps, écoutant de la musique (Bach, Mozart...) et mêlant souvent à ses dessins des citations et des extraits de textes de poètes, écrivains, philosophes. Pour elle, en effet, l'art est un tout, quel que soit le chemin pris par l'artiste.
Elle réalise sa première exposition en octobre 1949, à Sarlat, où le critique d'art Georges Besson l'encourage par ces mots : « Véronique Filozof, vous n'avez pas du talent, vous avez du génie. Il faut dessiner, dessiner beaucoup ». Elle fréquente de nombreux artistes, peintres, écrivains, poètes, dont Paul Éluard.
En 1951, elle expose pour la première fois à Paris, où elle reçoit appui et encouragements de Jean Dubuffet et se lie d'amitié avec Aristide Caillaud. Présentant à Paris les dessins en noir et blanc du livre Le Périgord noir au sculpteur André Bloch, directeur de la revue L'Architecture d'aujourd'hui, celui-ci s'enthousiasme pour son œuvre et édite le recueil en 1954. Elle retrouve à Paris Paul Éluard, fréquente la librairie la Hune et rencontre André Malraux, Louis Aragon, Colette, Cocteau et Jean-Paul Sartre. Cocteau lui écrit « Je te dis « tu » parce que j'aime ce que tu fais ». S'ouvre dès lors la route vers une reconnaissance artistique. Elle rencontre la peintre Aurélie Nemours avec laquelle elle se lie d'amitié. Outre de fréquents allers-retours Mulhouse-Paris, elle parcourt inlassablement la France, les Pays-bas, la Suisse etc. pour travailler et présenter ses œuvres dans des salons. Elle expose dans de nombreuses galeries d'art ainsi qu'à la demande de municipalités et de musées. Elle dessine avec passion Paris où elle installe son atelier.
Elle expose en juin 1956 sous la bannière « Peinture d'aujourd'hui », rendez-vous artistique de 112 peintres, où elle confirme son talent aux côtés de peintres déjà célèbres : Picasso, Max Ernst, Bernard Buffet, Jean Cocteau, Yves Brayer, Foujita, André Lhote, Miró, Van Dongen, Vlaminck… Elle participe, dès 1960, au salon Comparaisons. L'éditeur Robert Morel, devenu un ami, édite certaines de ses œuvres comme Véronique Filozof au zoo en 1965,. Son activité créatrice prend tout son essor, s'exerçant, au-delà de nombreux dessins et illustrations de livres, dans des fresques décoratives ou avec des tapisseries réalisées par l'atelier de tapisserie d'Aubusson de François Tabard. S'étant mise à dessiner et à peindre à plus de quarante ans, elle « travaille comme une forcenée », ayant « un besoin, une envie de peindre, de dessiner », passion qui ne la quittera plus désormais.
Jusqu'à sa mort, à Mulhouse, le 12 janvier 1977, elle pose sa plume ou son pinceau sur des supports variés aux formats différents, de plus en plus grands, allant des feuilles de papier Canson, panneaux d'isorel, toiles aux fresques murales.

## Œuvre

### Style et thèmes
L'art est « une abstraction de soi. Il doit rester une synthèse sur laquelle il faut créer. Il faut savoir tirer des conclusions, ôter ses faiblesses. Tout cela a l'air si simple. Mais c'est difficile, simplement difficile ».

« L'art juste est mouvement vers l'avant »

— Véronique Filozof,
Son œuvre est importante malgré la brièveté de sa carrière sur vingt-cinq ans environ (1948-1976). Ses dessins tracés à l'encre de Chine noire avec une plume Sergent-Major, ses gouaches aux couleurs vives et ses décors (fresques, tapisseries, vitraux), témoignent d'un style unique et lui valent une renommée internationale.
Le poète et critique d'art, Richard Chambon, écrit : « son œuvre est d'une exceptionnelle qualité qui est dessin plus que couleur...une savante ordonnance préside à l'équilibre, à la beauté des images et en facilite la lecture ». Elle multiplie les études thématiques, formant ainsi des séries sur le Périgord avec Le Périgord noir, sur l'Alsace : L'Alsace, (1970) , Dimanche d'Alsace, (1955)  et sur Paris, ville illustrée entre autres dans Le Palais-Royal raconté par Jean Cocteau et vu par Véronique Filozof. « Son travail, sans être naïf, évoque néanmoins un certain esprit des traditions populaires ». Il s'en détache à travers des images plus abstraites et par l'affirmation d'un style épuré.

« Elle en a dit plus qu'aucun autre avec ses hachures, laine sur moutons, fleurs sur prés [...] S'il y a naïveté elle n'est qu'apparente, et l'artiste n'est, à aucun détail, prise en état de péché d'ignorance [...], elle dessine mot à mot. »

— Robert Morel
Le thème de l'homme domine toute son œuvre. Elle traduit avec une sensibilité profonde, empreinte d'émerveillement, la vie des hommes en ville, à la campagne, au fil des saisons, le travail des ouvriers dans les usines, la vie des pêcheurs dans les ports. Elle évoque la joie dans les fêtes de famille ou les cérémonies publiques, mais aussi les drames : elle illustre les guerres d'Algérie et du Viêt Nam. Elle s'intéresse à la jeunesse, à ses espoirs et à ses révoltes, d'où les séries de Mai 68 (1969) et celle des Hippies, aux soulèvements populaires comme elle l'exprime dans la Commune de Paris. Pour Waldemar-George, un autre critique d'art, « Véronique Filozof regarde l'univers avec les yeux de l'âme ». Jean Cocteau, dont elle était amie, écrit :

« Le miracle de Véronique consiste à se faire voir de n'importe quel œil, comme un poète se ferait entendre de n'importe quelle oreille. Cela vient de ce que l'amour qu'elle porte à notre jardin projette son spectacle dans l'âme des spectateurs, avec une force émotive qui traverse le mur des langues et lui donne gratuitement et immédiatement la clé de son univers »

— Jean Cocteau
Comme l'indique le journaliste Jean-Francis Held, à propos de Mai 68, « son art n'est pas un exercice gratuit. [Elle] vit son œuvre [...] et s'impose avant tout par l'intense émotion qu'elle ressent et qu'elle nous communique ». Elle écrit : « Seul le travail peut convaincre. C'est la raison pour laquelle je travaille beaucoup. J'ai toujours beaucoup travaillé. C'est ma raison de vivre, ma prière, mon amour pour les êtres humains, vers les êtres différents ». Waldemar-George insiste sur cette vitalité de l'œuvre, son inventivité : « Véronique Filozof est un cas unique [...]. Elle contemple le théâtre de la vie innombrable avec des yeux éblouis. Le monde réel et le monde légendaire coexistent dans son œuvre [...]. Elle accomplit ce qu'aucun autre peintre n'aurait osé entreprendre de nos jours. Le cycle des images se déroule comme un documentaire tourné au ralenti. »
Se sentant proche des enfants dont elle apprécie l'innocence, la fraîcheur et la gaieté, devenue grand-mère, elle illustre des livres : Die Fabeln von Jean de La Fontaine/Les Fables de Jean de La Fontaine, les Histoires de l'Ours Hannibal, ouvrages récompensés par le prix du meilleur livre suisse pour enfants. Dans Grosses et petites bêtes, elle illustre des poèmes ; dans Véronique Filozof au Zoo, sur un texte de l'éditeur et écrivain Robert Morel, elle compose une histoire où images et mots renforcent leur magie.
L'art sacré est un domaine où elle prend une part active afin d'exprimer à travers l'art l'universalité de la spiritualité. Alexandre Vialatte, à propos de sa Bible en images, affirme qu'« elle confère au dessin d'enfant la majesté d'un bas-relief assyrien ». On peut aussi voir ses décorations murales, vitraux et dalles dans certaines églises. Sa participation à de nombreux salons d'art sacré témoigne de l'intérêt de sa contribution à cet art. C'est ainsi qu'elle illustre les Chansons bibliques du Père Cocagnac et La Haggada de Pâque.
En forme de testament artistique et peu de temps avant son décès en janvier 1977, est publié, en mars 1976, l'ouvrage La Danse macabre, réalisé à partir d'une série de 40 dessins en noir et blanc sur le thème de la mort, thème éternel adapté à des situations individuelles de la vie moderne. L'esprit de cette suite d'interprétations du thème de la mort est dans la tradition des Danses Macabres européennes mais sur des sujets des années 50/70.

### Le Périgord noir(1954)
Cette série de dessins a d'abord été exposée à Paris en 1954 dans la salle Saint-Jacques des Pères Blancs, où le sculpteur André Bloc la découvre. Il décide de la publier dans la collection Espace qu'il dirige, dans le cadre de l'édition de L'Architecture d'aujourd'hui.
Les 26 dessins en noir et blanc, tracés à la plume Sergent-Major trempée dans l'encre de Chine, se déploient, pour la plupart d'entre eux, sur une double page. Chacun est un souvenir de scènes vécues : Périgourdins (page de couverture), Domme, les cambrioleurs au château du Sirey, la demande en mariage, le repas de noce, la maternité, le premier-né, la batteuse, les vendanges, l'alambic, les pommes de terre, la Toussaint, le tabac et les châtaignes, la tonte des moutons, le gavage des oies, le marché aux oies, le marché à Sarlat, les foies gras, le marché de la saint Nicolas, la messe de minuit, le conseil municipal de Sarlat, à Beynac, l'enterrement, Le cantou, habit d'imprimeur . Avec cette œuvre, elle découvre son style : les carrés pour les pierres des murs, les ronds pour les pavés, les points pour le sable ou des motifs de nappe, trois gros traits écorchant presque le papier pour créer une fleur ou un pied de tabac,.
L'ouvrage, préfacé par le critique d'art Waldemar George et le poète Jean Monestier, est publié sous forme d'un volume broché de 47 pages dans un format à l'italienne ; les dessins, tous en noir et blanc, d'origine, sont reproduits ici en noir ou en rouge. L'ouvrage, édité en 1954 par André Bloc, en tirage limité à 2 000 exemplaires, a été réédité en 1969.

### Le Palais Royal (1959 - 1960)
Le Palais Royal raconté par Jean Cocteau vu par Véronique Filozof.
Ce livre de 95 pages est édité en 1959 chez Lambert-Schneider à Heidelberg en version allemande et en 1960 pour la version française aux éditions L'Architecture d'aujourd'hui. Il comporte un texte de 5 pages écrit par Jean Cocteau, ami de Véronique Filozof. Le quartier du Palais-Royal où habite Jean Cocteau est illustré de 44 dessins à l’encre de Chine quelquefois en double page. Sous la plume de Véronique sont ainsi dépeintes de façon tendre et savoureuse toutes les facettes de cette "petite ville" que Cocteau affectionnait particulièrement : ses monuments, les jardins, les places, les restaurants, les galeries, toute la vie d'un quartier avec ses habitants. Cocteau lui-même y est représenté avec ses chats, ses amis, comme dans les dessins "Une visite chez Jean Cocteau", "Le Palais-Royal et le Poète", "Colette", "Les pigeons, Madeleine et les trois chats de Jean Cocteau". Les animaux aussi, chiens, chat, oiseaux, figurent en bonne place dans cette Arche de Noë à la façon de Cocteau et de Véronique Filozof. Une fresque inoubliable de ce Paris des années 1950-60.
Une exposition de dessins sur la série « Le Palais Royal » a eu lieu à la Galerie Bernard Chêne en 1959 pour accompagner la publication du livre.
Extrait du texte de Jean Cocteau :
"Véronique Filozof. Ce nom seul est tout un programme, une de ces fautes d'orthographe exquises par lesquelles l'art s'impose. Car c'est en sanctifiant des fautes qui cessent d'en être que l'artiste domine un monde trop sage. Véronique regarde tour à tour par les deux bouts de la lorgnette. Elle y ajoute un troisième bout qui lui montre les choses sous ce signe du plus vrai que le vrai propre à notre siècle et dont l'usage lui est devenu si familier qu'on dirait qu'elle copie ses modèles en tirant la langue d'une élève du cours de dessin. Car ce Palais-Royal  observé par quelque géomètre de l'enfance, c'est, non pas une image poéticolittéraire de nos immeubles, de nos arcades, de nos lanternes, de nos grilles, de nos boutiques, de nos pelouses, c'est peut-être le décor des Merveilleuses, des Incroyables, des Sans-Culottes, vu par l'œil d'un des pigeons qui marchent de long en large, les mains dans le dos sous nos fenêtres. Il faudrait éditer les planches de Véronique Filozof aussi vastes que les planches originales, mais hélas, je crains que la lorgnette diminuante de notre triste époque n’empêche le spectateur de partager fidèlement son rêve.
J'habite ce Palais-Royal que Véronique Filozof nous montre à travers l'œil d'un pigeon ou de sa personnalité enfantine et savante. Or bien que la poésie de cette illustre bâtisse soit traduite par elle dans une langue étrangère, elle ne m'échappe pas, sans doute en vertu de ce principe énoncé par Rilke et qui fait, disait-il, tous les poètes parler un seul idiome, même si chaque poète le transpose dans sa langue et le rend méconnaissable pour ceux qui n'appartiennent pas au collège des Muses. Le miracle de Véronique consiste à se faire voir de n’importe quel œil comme un poète se ferait entendre de n’importe quelle oreille. Cela vient de ce que l’amour qu’elle porte à notre jardin, projette son spectacle dans l’âme des Spectateurs avec une force émotive qui traverse le mur des langues et lui donne gratuitement et immédiatement la clef de son univers. »

### Sarlat(1968)
Il s'agit d'un grand dessin en noir et blanc sur trois panneaux de plus de dix mètres carrés. Pour le critique d'art et écrivain Richard Chambon, c'est une « vision poétique et prophétique » de Sarlat, ville où a été réalisée cette peinture murale. Au centre, en rond, se trouve la ville fortifiée traversée par une route sur laquelle marche une femme. Elle est seule au milieu des maisons. La chapelle de Temmiac est illuminée à gauche par une lumière orientée. La lune, dans l'angle droit, éclaire une chouette. L'ensemble est surmonté d'un grand soleil vers lequel vole une colombe portant le phylactère en latin : « tristis est sine sole domus »,. Il s'agit pour Richard Chambon d'une allusion au poème Litanies des oiseaux du poète Henri Pichette. Des textes de sagesse sont décalqués sur les murs, en pseudo-ronde-bosse. On y trouve, entre autres extraits, des phrases d'Antoine de Saint-Exupéry, Paul Claudel, Simone Weil, d'Aristote et Montesquieu .
Mêler le dessin et le texte est un procédé fréquemment utilisé par l'artiste et on en voit ici un exemple lumineux. D'après Richard Chambon cela rappelle, outre l'art égyptien, l'imagerie médiévale « dans sa façon onirique mais néanmoins rigoureuse de cartographier le réseau urbain » et, plus récemment, les collages de Juan Gris, Braque et Picasso.

### Mai 68(1969)
Récit sans texte, ce recueil de dessins de grande taille à l'encre de Chine reflète les souvenirs des événements vécus à Paris par l'artiste, en mai 1968. Ces images sont des « témoignages vécus et comme saisis sur le vif par un œil expert, méticuleux et auquel aucun souvenir, aucun détail n'échappe ». L'artiste exprime ici la soif de liberté de la jeunesse et sa révolte au fil des 31 images. Elle dépeint avec minutie la foule des étudiants aux visages pleins d'espoir et leur joie, contrastant avec la masse uniformément triste des boucliers des CRS. Jean-Francis Held met l'accent sur l'équilibre et la justesse de la composition du dessin, « pas si naïf que ça » d'un point de vue technique selon lui, leur beauté et la tendresse dégagée « jusque dans les pires scènes de violence stylisée ».
Les dessins du livre, acquis en 1970 par l'État, sont actuellement dans les réserves du Centre national des arts plastiques — fonds national d'art contemporain. L'ouvrage fût édité en 1969 aux éditions du Temps, à Paris.

### La Danse macabre(1976)
La Danse macabre constitue une série de quarante dessins réalisés à l’encre de Chine en noir et blanc sur le thème de la mort. Elle a été exposée pour la première fois en 1967, à la Chapelle des Pénitents blancs de Sarlat avant de faire l'objet d'une publication aux éditions Pharos, en 1976, à Bâle . Le texte et les titres des illustrations sont bilingues (français –allemand). Cet ouvrage a été réalisé en hommage à son mari Georges Filozof et à son ami, le typographe et graphiste bâlois, Emil Ruder, tous deux décédés peu auparavant. En 1978, peu après la disparition de Véronique Filozof et en son hommage, l'œuvre est présentée à Paris au Musée du Luxembourg, dans le cadre du XXVIe Salon d'Art Sacré.
La mort est un thème majeur que l'artiste ne peut vraiment illustrer qu'à la fin de sa vie. Elle écrit en effet en 1974, parlant de la dimension de la mort : « Cette grandeur est figée, silence lointain et impalpable. Cet être, qui était il y a quelques heures encore vivant, est devenu silence. Tel une statue ! Une statue éternelle d'inoubliable beauté. ».

Reprenant à la tradition le thème hérité du Moyen Âge et de la Renaissance, tout en le renouvelant, l'artiste représente la Mort sous la forme allégorique d'un squelette aux contours tracés à l'encre de chine en noir et blanc et complète ses attributs traditionnels (faux et sablier) par d'autres, plus familiers.. S'éloignant de la tradition d'un Holbein, cette Danse témoigne d'un renouveau à la fois dans les valeurs et les symboles et dans un maniement très moderne de l'art graphique. La Mort apparaît non pas transcendante mais comme l'autre versant de la Vie, son négatif. En introduction, elle écrit : 

« La mort est aussi puissante que la vie. Quant à moi, je suis convaincue que la mort est aussi la vie, une autre vie - une vie autre . »

 Une galerie de bêtes hybrides exprime aussi toute l'inventivité fantaisiste de l'imagière. L'encre de Chine noire, portée par une simple plume sur une page noircie par un trait plus ou moins fin ou épais, révèle ainsi, avec clarté et sobriété, l'identité fondamentale de la condition humaine.

## Technique
Sur les conseils du critique d'art Georges Besson  puis, encouragée par ses nombreux amis artistes dont Jean Cocteau, Véronique Filozof ne cesse, pendant plus de vingt-cinq années, de travailler à son œuvre. Elle utilise le dessin comme mode d'expression privilégié. Le Dictionnaire des arts plastiques modernes et contemporains souligne son art de manier l'ellipse, de confondre les plans verticaux et horizontaux, met en avant « l'inventivité » de la mise en page et l'originalité de chaque dessin. Elle trouve dans la plume Sergent-Major, trempée dans une bouteille d'encre de Chine noire, le moyen authentique le plus à même d'exprimer sa sensibilité. Elle met en scène "DEUX MONDES - Noir et Blanc - Clair et obscur- Bien ou Mal."
Ses peintures à la gouache, aux traits de couleurs vives, expriment aussi, à leur façon, sa joie de vivre et la fraîcheur de son imagination.

L'artiste fixe, dans les traits nets de sa plume ou de son pinceau, les activités des hommes et des femmes de son temps, leur vie dans la société, dans le monde du travail ou en famille. Elle en traduit inlassablement tous les aspects en noir et blanc ou en couleur, exprimant ainsi son amour inlassable de la vie et sa confiance en l'homme. Rien de figé dans sa technique : une dynamique insuffle la vie aux personnages et aux paysages dépeints. Le poète Jean Follain écrit dans L'Architecture d'aujourd'hui

« Ses dessins [...] offrent toutes les audaces d'une ingénuité savante. Rien pour elle ne demeure perdu. Chaque être, chaque objet dispose dans ses compositions d'une place suffisante, prend imperturbablement sa part d'existence. D'où la qualité du plaisir que son trait, hors des perspectives consacrées, nous apporte. »

— Jean Follain

Maurice Allemand, qui a été directeur du Musée d'Art et d'Industrie de Saint-Étienne dont le fonds moderne est à l'origine du Musée d'art moderne de Saint-Étienne, puis inspecteur général au Ministère de la Culture, écrit en préface d'un catalogue d'exposition : 

« Son art est vraiment unique et brut. Il dépasse l'imagerie par une facture dont la candeur et la naïveté sont purement apparentes [...] [elle] ne cherche pas à reproduire les objets suivant les lois de l'optique, mais suivant une hiérarchie morale, où le hiératisme et la simplification voulue des personnages met en valeur la recherche décorative de sa calligraphie très dépouillée. La superposition des registres, le cloisonnement de la surface plane créent un espace fictif, une sorte de fantasmagorie qui pourtant nous ramène à la réalité qu'elle a observé de ses yeux émerveillés et pleins de l'amour de l'homme et des choses. »

## Collections et musées
Son œuvre fait partie des collections de certains musées (liste non exhaustive ci-après) et des bibliothèques, mais l'essentiel relève de collections privées.

### Musées
- Archives départementales du Calvados (Caen), 1 œuvre : La Ville de Caen ;
- Fonds national d'art contemporain (Paris),  2 séries de dessins complètes : Mai 68 (31 dessins), La Chapelle de Ronchamp (7 dessins) ;
- Musée d'Art naïf et d'Arts singuliers de Laval MANAS, 3 œuvres : Le Grau-du-Roi le phare, Paris place de la Concorde, Les Pêcheurs de thons[36] ;
- Musée des Beaux̠-Arts de Mulhouse, 25 œuvres : Apocalypse, bombardement, Apocalypse, camp nazi 11, Atelier et laboratoire (chimie), Au jardin des plantes, robinier, Café-bar-dancing à Pigalle, Chemin romain dans les Vosges, Clown flûtiste, auguste trompettiste, French Cancan, Hippies, L'Hôtel de Ville de Mulhouse, L'oiseleur Papageno, La ronde de famille, la noce et l'enterrement, Montée à l'alpage, Appenzell, Oie du Périgord, L'arrivée (Aviation), L'église de la Madeleine (Paris), La Sainte Chapelle (Paris), La ville de Caen, Mai 68, deux gauchistes, Métro Cité, Sans titre (Carnaval), Sans titre (Nativité), St Jean-Baptiste dans le désert, Vogelgriff, Vosges, les deux bichettes ;
- Hôtel de ville de Sarlat-la-Caneda, 15 œuvres : Carnaval de Bâle, Couple à l'enterrement, Enterrement, Femme au vase de fleur, French cancan, Incendie du château de Hautefort, Le jardin des plantes à Paris, Les planteurs de tabac, Les ramasseurs de châtaignes, Louise Michel, Mariage, Mariés à table, Noce à table, Paysans au marché, Vallée de la Dordogne ;
- Musée international d'art naïf  (Vicq), 1 œuvre : Les pêcheurs[37] ;
- Kunstmuseum (Bâle), 23 œuvres : Älpler “berger des Alpes“, Auf der mittlere Brück “Sur le pont-du-milieu“, Buebeziggli, Dimanche matin sur le quai de la Tournelle, L’Arc de Triomphe à Paris, La Tour Eiffel, Laboratoire (Usine/Ciba,), Le chaland qui passe quai de la Seine à Paris, Le marché et la mairie de Bâle, Masken auf der Pfalz, Métro Station Pitié à Paris, Moi, Rodolphe, Valérie et Anne, Münsterplatz, Place Vendôme à Paris, Phalz Badanstalt, Repas de noce (repas de noce bâloise), Selbstbildnis “Autoportrait“, Tambour-Major, Un gala de ballet russe à l’Opéra de Paris, Usine, les nouveaux temples, Vogel Gryff,, Vogel Gryff “Mähli“ ;
- New-York, the City College of New-York, division des archives et des collections spéciales, 1 œuvre : La Nuit dans la mine de charbon, tapisserie d’Aubusson en laine, atelier Tabard.

### Décors
Véronique Filozof est connue pour ses décorations murales, d'ordre civil ou liées à l'architecture religieuse. On lui doit les décors pour le paquebot Polynésie, en 1955 (hélas disparus lors de sa destruction). On peut découvrir un grand relief mural sur la façade du Comité interprofessionnel de Bordeaux (1968) ainsi qu'une fresque dans le hall d'accueil d'une école maternelle de Manosque (1972). D'autres ont hélas disparu, comme les fresques d'une maison de retraite de La Haye ainsi qu'une série de 15 tapisseries pour l'hôpital Saint-François d'Assise de Rotterdam
Elle est l'auteure de plusieurs décors muraux chez des particuliers, architectes et décorateurs, notamment en Dordogne, à Mulhouse et à Bâle.
En architecture religieuse, on lui doit un Chemin de Croix (collection particulière), une Crèche de Noël, acquise par l'État, présentée en 1956 dans la chapelle Notre-Dame-du-Haut à Ronchamp. Sont visibles une belle gravure sur marbre dans l'église du Sacré-Cœur de Mulhouse, le vitrail "La Création" de l'église de Cheuge, en Côte-d'Or , daté de 1975 et un panneau mural Jérusalem au temps du Christ, dans le temple Saint-Jean à Mulhouse (1973). D'autres œuvres ont hélas disparu comme les sept scènes de calvaire réalisée pour l'église de Plonévez-du-Faou. Sur sa tombe à Mulhouse, classée par la Ville, est reproduit un de ses dessins représentant Dieu.
.

### Expositions, hommages et colloques
Liste des principales expositions, :
| Année   | Ville      | Lieu                                                                                              |
| ------- | ---------- | ------------------------------------------------------------------------------------------------- |
| 1949    | Sarlat     | Galerie Rivière (années ultérieures)                                                              |
| 1950    | Strasbourg | Galerie Landwerlin (années ultérieures)                                                           |
| 1950    | Mulhouse   | Chambre des métiers                                                                               |
| 1951    | Paris      | Galerie Bretteau                                                                                  |
| 1952    | Paris      | Salon Comparaison (années ultérieures)                                                            |
| 1954    | Paris      | Salle Saint-Jacques                                                                               |
| 1954    | Paris      | Galerie La Hune (années ultérieures)                                                              |
| 1954    | Nîmes      | Galerie Calendal (années ultérieures)                                                             |
| 1955    | Nancy      | Galerie des Arts (années ultérieures)                                                             |
| 1955    | Paris      | Galerie de Beaune                                                                                 |
| 1955    | Paris      | Galerie de Verneuil                                                                               |
| 1956    | Paris      | Jardins du Palais Royal                                                                           |
| 1956    | Paris      | Galerie de l'Anti Poète (années ultérieures)                                                      |
| 1957    | Paris      | Galerie Bruno Bassano                                                                             |
| 1959    | Paris      | Salon d'Art sacré                                                                                 |
| 1960    | Paris      | Salon des décorateurs                                                                             |
| 1960    | Paris      | Galerie du Palais-Royal, librairie Au grand Meaulnes                                              |
| 1963    | Paris      | Galerie La Demeure                                                                                |
| 1963    | Rouen      | Musée des Beaux-arts                                                                              |
| 1963    | Mulhouse   | Galerie Gangloff (années ultérieures)                                                             |
| 1960    | Vézelay    | Salon d'Art sacré                                                                                 |
| 1963    | Lyon       | Galerie L'œil écoute                                                                              |
| 1964    | Royan      | Salon Art sacré                                                                                   |
| 1966    | Paris      | Hôtel Drouot : œuvres sociales de la commission centrale de l'enfance                             |
| 1967    | Caen       | Maison de la Culture                                                                              |
| 1969    | Sarlat     | Chapelle des Pénitents blancs - Hommage de la Ville de Sarlat à l'imagier Le Périgord noir        |
| 1969    | Paris      | Salle 44, rue de Rennes, exposition pour le lancement du livre Mai 68                             |
| 1970    | Orléans    | Bibliothèque municipale : exposition dans le cadre des fêtes de Jeanne d'arc                      |
| 1971    | Paris      | Galerie La Rose des Vents                                                                         |
| 1972    | Paris      | Galerie La Roue                                                                                   |
| 1974    | Paris      | Forum (groupe)                                                                                    |
| 1975    | Paris      | Galerie du Louvre                                                                                 |
| 1976    | Mulhouse   | Galerie Plein Soleil : lancement des livres La Danse macabre, Le Jour où les oiseaux              |
| 1977    | Sarlat     | Théâtre municipal : Hommage de la Municipalité                                                    |
| 1978    | Mulhouse   | Société industrielle et galerie A.M.C. : Hommage à Véronique Filozof                              |
| 1978    | Sarlat     | École Jules Ferry : Paris vu par Véronique Filozof, 165 dessins                                   |
| 1978    | Paris      | Salon d'Art sacré : hommage à Véronique Filozof                                                   |
| 2017/18 | Mulhouse   | Musée des Beaux-arts de Mulhouse                                                                  |
| 2021    | Sarlat     | Chapelle des Pénitents blancs "Femmes en regard(s)"                                               |
| 2024    | Mulhouse   | Colloque "30 ans de Mémoire Mulhousienne" , communication "La Danse macabre de Véronique Filozof" |

### Autres pays
| Année | Ville       | Lieu                                                       | Pays                            |
| ----- | ----------- | ---------------------------------------------------------- | ------------------------------- |
| 1955  | Casablanca  | Salon d'Art sacré                                          | Maroc français                  |
| 1956  | Cologne     | Galerie Der Spiegel                                        | République fédérale d'Allemagne |
| 1957  | Bâle        | Galerie Riehentor                                          | Suisse (années ultérieures)     |
| 1958  | Zurich      | Galerie Wenfer                                             | Suisse                          |
| 1955  | Saint-Gall  | Salon de la Tapisserie                                     | Suisse                          |
| 1962  | Salzbourg   | Art sacré international                                    | Autriche                        |
| 1962  | Rome        | Salon européen de l'Art sacré                              | Italie                          |
| 1963  | Lausanne    | Galerie Mélisa                                             | Suisse                          |
| 1965  | La Haye     | Galerie Nouvelles images                                   | Pays-Bas (années ultérieures)   |
| 1965  | Bâle        | Galerie Knoll                                              | Suisse                          |
| 1967  | Berne       | Centre culturel                                            | Suisse                          |
| 1967  | Bruxelles   | Galerie saint-Laurent                                      | Belgique                        |
| 1968  | Bâle        | Galerie Hilt                                               | Suisse (années ultérieures)     |
| 1968  | Lausanne    | Galerie Wiebenga                                           | Suisse                          |
| 1969  | São Paulo   | Groupe des peintres suisses                                | Brésil                          |
| 1970  | Los Angeles | Galerie Roca                                               | États-Unis d'Amérique           |
| 1970  | Montréal    | La vie des Animaux, exposition le vitrail en verre soufflé | Canada                          |
| 1973  | Lübeck      | Musée Overbeck Gessellschaft                               | République fédérale d'Allemagne |

## Hommages
De son vivant :
Elle reçoit deux fois le prix du meilleur livre suisse pour enfants, en 1962 avec Les Fables de La Fontaine puis en 1965 avec Le Vogelgryff. Un hommage lui est rendu par la municipalité de Sarlat en 1977 au théâtre municipal, suivie l'année suivante par la Société industrielle de Mulhouse à la galerie A.M.C. puis par le Salon d'Art sacré de Paris
Après son décès, des expositions ont lieu dans les trois villes où elle avait vécu et travaillé :
- Paris, Salon d'art sacré, 1978
- Sarlat, Théâtre municipal,1977 - École Jules Ferry,1978 - Chapelle des Pénitents blancs "Femmes en regard(s)", 2021 (exposition collective avec le FRAC de Toulouse)
- Mulhouse, Société industrielle et galerie AMC, 1978 - Musée des Beaux-arts, hommage municipal  pour les 40 ans de son décès lors de la cérémonie de réouverture du musée des Beaux-Arts, 2017//2018
Lieux dédiés :
À Mulhouse, une école maternelle porte son nom. À Sarlat, en Dordogne, la Cour Véronique Filozof, au cœur de la cité médiévale, lui est dédiée. Au cimetière protestant de Mulhouse, où elle est enterrée, sa tombe, sur laquelle est reproduit l'un de ses dessins, est protégée par la ville au regard de sa mémoire et de son histoire.